# East Ridge
East Ridge – miasto w Stanach Zjednoczonych, w stanie Tennessee, w hrabstwie Hamilton.